# Büdöskő
Büdöskő (1898-ig Szmrdák, szlovákul: Smrdáky) község Szlovákiában, a Nagyszombati kerületben, a Szenicei járásban. Nevét 1898-ban onnan kapta, hogy itt tör fel Európa legerősebb kén-hidrogénes gyógyvize.

## Fekvése
Szenicétől 7 km-re északnyugatra található.

## Története
1436-ban Zmrdec néven említik először. Fürdőjét első ízben 1617-ben említik. 1740-ben Bél Mátyás is megemlíti Notitia Hungariae Novae Historicogeographia című művében, hogy kénes ásványvizét gyógyító célra használják. Vizét először Gottmann János orvos elemezte 1763-ban és alkalmassá nyilvánította gyógyításra.
Vályi András szerint "SZMERDAK. Tót falu Nyitra Várm. földes Urai Gróf Amade, és több Uraságok, lakosai külömbfélék, fekszik Nagy Kovallóhoz nem meszsze, mellynek filiája; határja középszerű."
1840-ben Callas Nagy József orvos Thermarum Büdösköensium címmel értekezést írt a bécsi egyetem számára a büdöskői vízről és gyógyító hatásáról. Az első fürdőépületet a büdöskői forrásokra birtokosa, Vietoris József nyitrai alispán építtette 1833-ban. Később, 1839-ben épült fel az impozáns kastély családja és vendégei számára, majd a fürdő környezetét is kiépíttette. A környező mocsaras terület helyére szép parkot építtetett, ahová értékes fákat telepített. Neki köszönhetően ma 16 hektáros park szolgálja a vendégek kényelmét.
Fényes Elek szerint "Szmrdak, tót falu, Nyitra vármegyében, N.-Kovalló filial. 268 kath. lak. F. u. ő cs. kir. felsége. Ut. post. Holics."
A trianoni békeszerződésig Nyitra vármegye Szenicei járásához tartozott.
A község fürdője mára Szlovákia legnagyobb modern gyógyfürdőjévé vált.

## Népessége
| Év:            | 1994. | 2004.   | 2014.    | 2024.    |
| -------------- | ----- | ------- | -------- | -------- |
| Emberek száma: | 640   | 603     | 695      | 559      |
| Eltérés:       |       | -5,78 % | +15,25 % | -19,56 % |

| Év:            | 2023. | 2024.   |
| -------------- | ----- | ------- |
| Emberek száma: | 562   | 559     |
| Eltérés:       |       | -0,53 % |

1910-ben 324, túlnyomórészt szlovák lakosa volt.
2001-ben 646 lakosából 637 szlovák, 7 cseh, 2 magyar.
2011-ben 702 lakosából 678 szlovák.
| Lakosok száma | 324  | 646  | 702  | 667  | 584  | 559  |
|               | 1910 | 2001 | 2011 | 2017 | 2021 | 2024 |

## Nevezetességei
- Gyógyfürdőjének vize 12-17 °C-os sós, kénes, jódos, forrásainak száma 14. A fürdőt szlovák Holt-tengernek is nevezik, különösen magas sótartalmú kénes vize miatt. Gyógyiszapja nagyon jó reumás láz és bőrbetegségek ellen. A parkban 40 éve nyaranta Zenei Fesztivált rendeznek.
- Szent Márton római katolikus templom (XVII. század vége).